# Ден, Владимир Иванович
Влади́мир Ива́нович Ден (12 июля 1823 года — 29 января 1888 года) — генерал-лейтенант, сенатор, губернатор Курской губернии.

## Биография
Сын инженерного генерала Ивана Ивановича Дена. Родился 12 июля 1823 года в родовом имении матери, Екатерины Владимировны Волк-Ланевской, в селе Костинка Могилёвской губернии, где под руководством гувернеров-французов получил домашнее воспитание.
13 февраля 1840 года поступил юнкером в лейб-гвардии сапёрный батальон. 28 января 1841 года после сдачи офицерского экзамена произведён в чин прапорщика. Подпоручик (7.08.1846), поручик (11.04.1848). 13 декабря того же года назначен батальонным адъютантом.
В 1849 году с началом Венгерской кампании находился в качестве батальонного адъютанта в составе войск гвардии, расположенных в Виленской губернии, и был произведён в штабс-капитаны 6 декабря 1849 года со старшинством от 28 января. 6 декабря 1850 года произведён в капитаны и в виде исключения за ним было утверждено право на майорат в Царстве Польском несмотря на то, что он оставался протестантом.
В 1850—1853 годах Ден в течение лета ежедневно являлся с рапортом к Николаю I от батальона, шефом которого был государь, и снискал расположение императора: 6 декабря 1853 года он был назначен флигель-адъютантом.
Отчисленный из лейб-гвардии сапёрного батальона в свиту, Ден был командирован в Белую Церковь для осмотра и отправления в Севастополь 6-го Сапёрного батальона, а в 1854 году был командирован в действующую армию, где 10 апреля участвовал в сражении при бомбардировке Одессы и при сожжении английского парохода «Тигр». 23 мая 1854 года Ден возвратился в Санкт-Петербург и лично докладывал Николаю I о состоянии армии и положении дел в Крыму. 

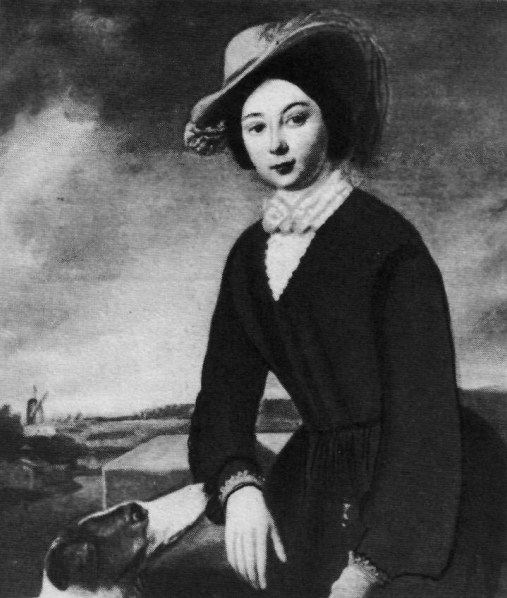
Анна Александровна Ден

23 сентября Ден был уже в лагере Меншикова, а 24 сентября осматривал с Корниловым бастионы Севастополя и принимал затем участие в Инкерманском сражении. В половине февраля 1855 года Ден был награждён золотою полусаблею с надписью «за храбрость» за мужество во время защиты Севастополя и после смерти Николая I, в первый день восшествия на престол Александра II, он дежурил во дворце. 18 февраля 1855 года Ден получил звание полковника.
6 ноября 1855 года Ден был назначен командиром Смоленского пехотного полка и в 1860 году произведен в генерал-майоры, с назначением в свиту императора, наблюдал за правильностью призыва отпускных сначала в Санкт-Петербургской, а затем в Курской губерниях и наконец приказом 19 января 1861 года был назначен Курским военным губернатором, управляющим и гражданскою частью.
10 октября того же года он был уволен от должности и командирован в Симбирск для производства следствия о пожарах с оставлением в свите императора. 30 сентября 1863 года пожалован орденом Св. Станислава I степени, а 6 сентября 1866 года — орденом Св. Анны I степени. 20 мая 1868 года произведён в генерал-лейтенанты с зачислением по инженерному корпусу, а 22 июля 1869 года назначен сенатором с оставлением по инженерному корпусу.

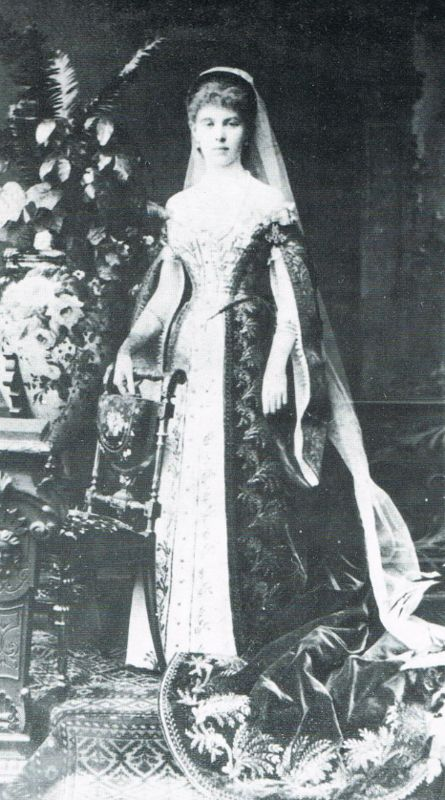
Ольга Владимировна

В 1873 году по прошению уволен от службы с зачислением в запасные войска и отправился в свой майорат в город Козенице, где и занялся литературным трудом, составляя свои записки о пережитом более чем за полвека. Эти записки напечатаны после смерти автора в «Русской старине» 1890 года. Похоронен в имении в г. Козенице.

## Награды
- Орден Святой Анны 2-й степени (1853); императорская корона к ордену (1859)[1]
- Золотое оружие «За храбрость» (1855)
- Орден Святого Владимира 3-й степени (1861)[2]
- Орден Святого Станислава 1-й степени (1863)
- Орден Святой Анны 1-й степени (1866)
- Орден Красного орла 2-го класса (1860, королевство Пруссия)

## Семья
Жена (с 16.10.1857) — Анна Александровна Вонлярлярская (1834—1902), дочь крупного подрядчика по постройке шоссейных и железных дорог А. А. Вонлярлярского. По признанию В. И. Дена, он был влюблен в свою будущую жену с 1854 года и неустанно к ней сватался. Родители её были согласны, но она оказалась разборчивой невестой, медлила и в течение нескольких лет сопротивлялась. В браке имели двух дочерей:
- Ольга (1859—1926), фрейлина двора (01.01.1881), замужем за А. В. Вонлярлярским (1854—1939).
- Мария (1864—1934), после революции эмигрировала, умерла в Вене.